# Parti réformateur libéral (Belgique)
Pour les articles homonymes, voir Parti réformateur libéral.
Le Parti réformateur libéral (PRL) est un parti politique libéral belge, composante principale du Mouvement réformateur (qui fédère depuis 2002 le PRL, le MCC et les libéraux germanophones du Partei für Freiheit und Fortschritt). Il tire son origine de la scission en 1972 du Parti de la liberté et du progrès unitaire en un parti francophone et un parti flamand, le PVV. Il fut successivement appelé Parti de la liberté et du progrès (PLP), Parti des réformes et de la liberté de Wallonie (PRLW), après la fusion avec le Rassemblement wallon, et enfin, depuis 1979, Parti réformateur libéral.

## Histoire
Unitaire jusqu'en 1972, le Parti de la liberté et du progrès se scinde à cette date en une aile francophone, le futur PRL (Parti réformateur libéral) et une aile néerlandophone, le PVV (Partij voor Vrijheid en Vooruitgang, aujourd'hui le Open VLD). Son aile bruxelloise se rapproche dans le même temps avec le FDF (listes communes aux élections locales). Après avoir successivement participé au pouvoir en 1973 et en 1974, dans différents gouvernements de coalition, la fusion du PRL et du Rassemblement wallon conduit à la naissance en 1976 d'un parti purement wallon, sous la houlette de Jean Gol, le Parti des réformes et de la liberté de Wallonie (PRLW). En 1979, le PRLW et ce qui reste de l'aile libérale francophone bruxelloise (après scission flamande, passage d'élus vers le FDF et disparition de facto du Parti de la Liberté et du Progrès (unitaire) se rassemblent au sein du PRL (Parti réformateur libéral). 
Parmi les grands artisans cette étape, il convient de souligner le rôle de Jean Gol (1942-1995) qui fut président du PRL de 1979 à 1981. 
Lors des élections législatives de 1981, le PRL et son pendant néerlandophone le PVV, réalisent un de leurs meilleurs scores et occupent le pouvoir jusqu'en 1985.
En 1992, le PRL et le FDF s'allient. En 1993, cet accord se concrétise par la création d'une fédération PRL-FDF. En 1998, le MCC (dissidence du PSC) rejoint l'alliance. En 2002, la fédération PRL-FDF-MCC prend le nom de Mouvement réformateur.

## Personnalités politiques passées et présentes du PRL
- André Bertouille
- Robert Close
- André Damseaux
- Jean Defraigne
- Daniel Ducarme
- Jean Gol
- Pierre Hazette
- Louis Michel
- Roger Nols
- Mostafa Ouezekhti
- Didier Reynders
- Jean Rey
- Jacques Simonet
- Claude Thayse
- Marcel Strade (ex-PLP)
- Patrick d'Udekem d'Acoz
- Louis Olivier
- Michel Tromont